# Fimbraria macropoda
Fimbraria macropoda là một loài rêu trong họ Aytoniaceae. Loài này được Spruce mô tả khoa học đầu tiên năm 1885.